# (3301) Jansje
(3301) Jansje est un astéroïde de la ceinture principale.

## Description
(3301) Jansje est un astéroïde de la ceinture principale. Il fut découvert le 6 février 1978 à Bickley par l'observatoire de Perth. Il présente une orbite caractérisée par un demi-grand axe de 2,23 UA, une excentricité de 0,15 et une inclinaison de 5,1° par rapport à l'écliptique.

## Compléments